# Longkruidmetselbij
De longkruidmetselbij (Osmia pilicornis) is een vliesvleugelig insect uit de familie Megachilidae. De wetenschappelijke naam van de soort is voor het eerst geldig gepubliceerd in 1846 door Smith.